# Hieronymus (zoon van Karel Martel)
Hieronymus (725/730 – 775 of later) was een zoon van Karel Martel bij zijn bijvrouw Ruodhaid. Hij was de broer van Bernhard, abt van Saint-Quentin en vertrouweling van Lodewijk de Vrome, en Remigius, aartsbisschop van Rouen.
Hij werd in 754 door onder anderen Fulradus, abt van Saint-Denis, gevraagd om Paus Stefanus II (III) terug naar Rome te escorteren. Dit was na koning Pepijn de Korte zijn succesvolle veldtocht tegen zijn aartsvijand Aistulf, koning van de Longobarden. Hij werd vervolgens lezenaar van de abdij van Saint-Quentin (Saint-Quentin (Aisne)) in de diocese van Noyon. Hij werd in deze positie opgevolgd door zijn zoon Fulrad.
Hieronymus huwde Ercheswinda (Ermentrudis), wier afkomst onbekend is, en ze hadden vier kinderen:
- Audoen I
- Fulrad (– 31 januari 826), abt van Saint-Quentin en een missus dominicus van Karel de Grote in 806.
- Richarda, gehuwd met Nithard
- Folcuin (– 15 december 855), bisschop van Terwaan, 817-855.